# Центр исламской цивилизации
Центр исламской цивилизации — крупнейший культурный, научный и просветительский комплекс Узбекистана. Представляет собой объединение музея, исследовательского института, библиотек, международных партнёрских структур, научных лабораторий, центров традиционных ремесел и образовательных подразделений.
Деятельность Центра направлена на всестороннее изучение истории Узбекистана с древнейших времён до современного периода, с акцентом на вклад региона в развитие мировой цивилизации в сферах науки, культуры и духовного наследия. Особое внимание уделяется научному наследию узбекских учёных, исследованию их трудов, а также современным академическим разработкам и новым открытиям.
На данном этапе времени Центр находится в этапе строительства и открытие запланировано на ближайшее время.

## Идея создания
Центр исламской цивилизации создан по инициативе главы Узбекистана Шавката Мирзиёева в контексте идеи просвещённого ислама как религии добра, мира и толерантности.

## Структура Центра
- Отдел науки. (Источниковедение: изучение, хранение и реставрация рукописей) — занимается реставрацией древних рукописей, литографий, археологических находок, контролем за их хранением, оцифровкой данных, их размножением, изучением древних источников, расшифровкой текстов, переводом на иностранные языки, стандартизацией терминологии, составлением словарей.
- Отдел музеев и экспонатов — подготовка и выставка музейных экспозиций свыше 40 000 экспонатов
- Отдел по связи с общественностью — осуществляет взаимодействие Центра с прессой, институтами гражданского общества
- Международный отдел — способствует международному сотрудничеству с UNESCO, ISESCO и другими международными организациями, институтами в рамках культурных и научно-исследовательских программ.

## Руководство
5 июня 2024 года постановлением Правительства Республики Узбекистан в связи с значительным опытом в научной сфере директором Центра был назначен доктор Фирдавс Фридунович Абдухаликов.